# 露露·蘭內
露露·蘭內（芬蘭語：Lulu Ranne，1971年7月12日—）是芬兰从政人物，出生于克里斯蒂娜城。她是正统芬兰人党的芬兰议会議員。

## 早期生活
蘭內六岁到十八岁在瑞典鄰近芬蘭的哈帕兰达住。她会说芬兰语和瑞典语。 